# Jochen Blume
Jochen Blume, auch: Jack Blum (* 21. Januar 1910 in Görlitz; † 18. Juni 1980), war ein deutscher Schauspieler, Hörspiel- und Synchronsprecher.

## Leben
Der gelernte Kaufmann gab sein Bühnendebüt 1931 in Berlin. Seine Laufbahn führte ihn unter anderem nach Gera, Heidelberg und Hamburg, wo er am Theater im Zimmer auftrat, sowie nach Südamerika.
Abgesehen von einer frühen Rolle in der Literaturverfilmung Reifende Jugend aus dem Jahr 1933 wirkte Blume seit Anfang der 1950er-Jahre als Nebendarsteller in Film- und Fernsehproduktionen mit. In dem Zweiteiler Der Tiger von Eschnapur und Das indische Grabmal war er 1959 als Ingenieur Asagara zu sehen, der zwischen Loyalität zu seinem indischen Herrn und Sympathie für dessen europäische Gäste schwankt. In der Fernsehserie Hafenpolizei spielte er den Obersekretär Zink. Er arbeitete außer als Hörspiel- und Synchronsprecher auch als Tournee-Regisseur und Bühnenautor. So basierte das 1969 aufgeführte Oberammergauer Passionsspiel auf einer von ihm verfassten Bühnenversion.
Beigesetzt wurde Jochen Blume auf dem Gemeindefriedhof in Aschau/Chiemgau.

## Filmografie
- 1933: Reifende Jugend
- 1951: K – Das Haus des Schweigens
- 1954: Unternehmen Edelweiß
- 1956: Ein Mädchen aus Flandern
- 1956: Der Hauptmann von Köpenick
- 1957: El Hakim
- 1958: Gestehen Sie, Dr. Corda!
- 1958: Petersburger Nächte
- 1958: Der Tiger von Eschnapur
- 1958: Das indische Grabmal
- 1959: Abschied von den Wolken
- 1960: Herrin der Welt (2 Teile)
- 1961: Die Ehe des Herrn Mississippi
- 1961: Unter Ausschluß der Öffentlichkeit
- 1961: Der entscheidende Augenblick
- 1962: Verrat auf Befehl (The Counterfeit Traitor)
- 1962: Funkstreife Isar 12: Am hellichten Tag (Fernsehserie, 1 Folge)
- 1963: Das Kriminalmuseum: Die Frau im Nerz (Fernsehserie, 1 Folge)
- 1963–1966: Hafenpolizei (Serie, 39 Folgen)
- 1966: Guten Abend, Mrs. Sunshine (nur Regie)
- 1966: Intercontinental Express, Folge 8: Gepäckfach 454 (Fernsehserie, 1 Folge)
- 1966: Die seltsamen Methoden des Franz Josef Wanninger': Stimmen aus dem Jenseits (Fernsehserie, 1 Folge)
- 1967: Die drei Supermänner räumen auf (I fantastici tre supermen)
- 1969: Salto Mortale: Gastspiel in Neapel (Fernsehserie, 1 Folge)
- 1969: Pater Brown: Die Form stimmt nicht (Fernsehserie, 1 Folge)
- 1969: Graf Yoster gibt sich die Ehre: Das Floß an der Wand (Fernsehserie, 1 Folge)
- 1969: Der Kommissar: Das Ungeheuer (Fernsehserie, 1 Folge)
- 1969: Asche des Sieges